# FM89.3MHz
『FM89.3MHz』（エフエムヤクザ）は、2007年公開の日本の映画作品。 小沢仁志主演。

## 概要
『波の数だけ抱きしめて』から16年の時を経て、ミニFMがテーマになった作品。2007年1月27日、渋谷シネ・ラ・セットにて初上映。作品はDVDが販売されレンタルも行われている。
また、続編映画『無認可保育園　歌舞伎町ひよこ組』（2007年10月1日公開）がある。

## ストーリー
場所は新宿歌舞伎町。15年ぶりに出所し「大川組」に復帰した昔気質のヤクザ･工藤準次が、組が借金のカタにおさえたビルに居座るミニFM局をシマとして与えられ、困惑しながらもスポンサーの獲得に奔走。さらにはアクシデントからほとんど自棄で引き受けたDJでは意外な反響を得た。準次は抗争する組同士を放送の中で手打ちさせるなどの活躍を見せるようになるが…。

## 出演者
- 大川組 工藤準次 - 小沢仁志
- 鈴木太郎（準次の舎弟） - 松浦祐也
- ゆかタン（自称銀河系アイドル、ミニFMを一人で運営） - 浅川稚広
- 工藤桜（準次の一人娘） - あじゃ
- ナルシー（桜の恋人、DJ志望） - 渋川清彦
- タクシードライバー - 山本浩司
- 工藤澄子（準次の妻） - 伊佐山ひろ子
- 大川組若頭 川端康徳 - 堀内正美
- 大川組組長 富岡和磨 - 堀田眞三

## 製作・スタッフ
- 監督：仰木豊
- 製作：永森祐二、前田茂司
- プロデューサー：向井達矢
- 企画：walau
- 脚本：イケタニマサオ
- 音楽：朝枝有
- 挿入歌：「新宿夢鴉」歌：工藤準次
- 撮影：田中一成
- 録音：岩丸恒
- 美術：松塚隆史
- 助監督：明山智
- 制作担当：善田真也
- キャスティング：伊東雅子
- 衣裳：杉本京加
- メイク：清水美穂
- ガンエフェクト：ビル横山
- スチール：池田岳史
- 編集：佐藤かな
- 監督助手：松村隆司、松原隆二
- 制作：楽映写
- 製作：AMGエンタテインメント / 楽映写

## DVD
- 2007年3月21日発売
劇場版予告編/メイキング映像+インタビューを収録。

## 非売品CD
- 工藤準次「新宿夢鴉」（作詞：松村隆司 / 作曲：朝枝有 / 唄：工藤準次）
『FM89.3MHz』の劇場公開の「アニキの生唄CD付き前売り鑑賞券」についてきた非売品CD。工藤準次演じる小沢仁志が歌唱。
CDのコピーは「もう2度と世に出ない幻の1枚！男の歌に酔いしれる。」
セル版DVD『FM89.3MHz』初回盤に封入特典にもなった。